# Alfington
Alfington – wieś w Anglii, w hrabstwie Devon, w dystrykcie East Devon. Leży 21 km na wschód od miasta Exeter i 234 km na zachód od Londynu.